# Taurolema superba
Taurolema superba là một loài bọ cánh cứng trong họ Cerambycidae.